# Chic Johnson
Harold Ogden „Chic“ Johnson (* 15. März 1891 in Chicago, Illinois; † 28. Februar 1962 in Las Vegas, Nevada) war ein US-amerikanischer Komiker, Schauspieler und Autor. Er ist vor allem bekannt als Bühnen- und Filmpartner von Ole Olsen.

## Leben
Chic Johnson begann als Ragtimepianist. 1914 spielte er zusammen mit Ole Olsen in derselben Band. Nachdem sich die Band aufgelöst hatte, traten sie das erste Mal in Chicago gemeinsam als Olsen and Johnson auf. Bis Chic Johnson Ende der 1950er Jahre erkrankte, setzten sie diese Zusammenarbeit fort. Mit Ernest Breuer (Musik) schrieben die beiden den Song Oh! Gee, Oh! Gosh, Oh! I’m in Love.
Chic Johnson starb 1962 an Nierenversagen.

## Filmografie (Auswahl)
- 1930: Oh, Sailor Behave!
- 1931: Fifty Million Frenchmen
- 1931: Gold Dust Gertie
- 1937: Country Gentlemen
- 1937: All Over Town
- 1941: In der Hölle ist der Teufel los! (Hellzapoppin’)
- 1943: Crazy House
- 1944: Ghost Catchers
- 1945: See My Lawyer